# JR Bourne
David Bourne (Toronto, 8 april 1970), professioneel bekend als JR Bourne, is een Canadees acteur. Hij speelde Chris Argent in alle zes seizoenen van de MTV bovennatuurlijke dramaserie Teen Wolf (2011-2017) en maakte deel uit van de hoofdcast in het laatste seizoen. Bourne is ook regelmatig verschenen in de ABC mystery-dramaserie Somewhere Between (2017) en The CW post-apocalyptische dramaserie The 100 (2019-2020). Andere opmerkelijke televisierollen zijn onder meer Martouf / Lantash in de Showtime sciencefictionserie Stargate SG-1 (1998-2000), CIA-agent Edwards in de Fox sciencefictionserie Fringe (2009-2011) en Kenny Ryan in de ABC dramaserie Revenge (2012–2013).

## Liefdadigheidswerk
Bourne's nichtje Madison werd geboren met de genetische aandoening taaislijmziekte. De acteur is al lang een voorvechter van de Cystic Fibrosis Foundation. In een interview met MTV News onthulde Bourne dat hij, toen hij voor het eerst conventies voor Teen Wolf begon te houden, besefte hoe geweldig het platform was om geld in te zamelen en bekendheid te geven aan de stichting.

## Filmografie

### Film
| Jaar | Titel                            | Rol                 | Opmerkingen |
| ---- | -------------------------------- | ------------------- | ----------- |
| 1994 | Porcaria                         | Steinar Eysteinnson | Korte film  |
| 1995 | Jungleground                     | Odin                |             |
| 1995 | The Final Goal                   | Joseph              |             |
| 1996 | Past Perfect                     | Doorman             |             |
| 2001 | Sea                              | Joel                |             |
| 2001 | Antitrust                        | Gebouw 21 bewaker   |             |
| 2001 | Josie and the Pussycats          | Winkeleigenaar      |             |
| 2001 | Exiles In Paradise               | Steve               |             |
| 2001 | Thir13en Ghosts                  | Benjamin Moss       |             |
| 2002 | Stuck                            | Bernie              |             |
| 2002 | Cover Story                      | Mark Peck           |             |
| 2003 | The Favourite Game               | Leo                 |             |
| 2003 | On the Corner                    | Cliffie             |             |
| 2004 | The Truth About Miranda          | Hammond             |             |
| 2004 | Ginger Snaps Back: The Beginning | James               |             |
| 2005 | The Exorcism of Emily Rose       | Ray                 |             |
| 2005 | Six Figures                      | Warner              |             |
| 2005 | The Score                        | Michael Stockholder |             |
| 2005 | Severed: Forest of the Dead      | Carter              |             |
| 2005 | The Zero Sum                     | Fence               |             |
| 2006 | Everything's Gone Green          | Bryce               |             |
| 2006 | The Butterfly Effect 2           | Malcolm Williams    |             |
| 2006 | Sisters                          | Larry Franklin      |             |
| 2006 | Unnatural & Accidental           | Pathologist         |             |
| 2008 | Chronic Town                     | Truman              |             |
| 2008 | Gods of Youth                    | Brian Clark         |             |
| 2010 | Alleged                          | George Rappleyea    |             |
| 2011 | Fly Away                         | Peter               |             |
| 2011 | Little Birds                     | John Gretton        |             |
| 2012 | Brake                            | Henry Shaw          |             |
| 2017 | Frazier Park Recut               | Himself             |             |
| 2018 | Hospitality                      | Zane Hirsch         |             |
| 2023 | Teen Wolf: The Movie             | Chris Argent        |             |

### Televisie
| Jaar      | Titel                                 | Rol                              | Opmerkingen                                                 |
| --------- | ------------------------------------- | -------------------------------- | ----------------------------------------------------------- |
| 1995      | Strange Luck                          | Borden                           | Aflevering: "The Box"                                       |
| 1995–1996 | Side Effects                          | Dino Burgess                     | Gastrol; 2 afleveringen                                     |
| 1996      | The Sentinel                          | Kendrick                         | Aflevering: "Out of the Past"                               |
| 1996      | Two                                   | British Agent Riddley            | Aflevering: "Armies of the Night"                           |
| 1996      | Millennium                            | Carl Nearman                     | Aflevering: "The Judge"                                     |
| 1996–1997 | Madison                               | Elliot                           | Terugkeerde rol                                             |
| 1997      | The Right Connections                 | Douglas Freeman                  | Televisiefilm                                               |
| 1998      | The Inspectors                        | Dwayne                           | Televisiefilm                                               |
| 1998      | Futuresport                           | Eric Sythe                       | Televisiefilm                                               |
| 1998      | The Crow: Stairway to Heaven          | Shane Gant                       | Aflevering: "Like It's 1999"                                |
| 1998      | Viper                                 | Seth Kincaid                     | Aflevering: "The Really Real Reenactment"                   |
| 1998–2000 | Stargate SG-1                         | Martouf / Lantash                | Terugkeerde rol                                             |
| 1999      | Dead Man's Gun                        | Frank Noyce                      | Aflevering: "The Vine"                                      |
| 1999      | Aftershock: Earthquake in New York    | Joshua Bingham                   | Miniserie                                                   |
| 2000      | Higher Ground                         | Jason                            | Aflevering: "The Kids Stay in the Picture"                  |
| 2000      | The Outer Limits                      | Dell Tinker                      | Aflevering: "Zig Zag"                                       |
| 2000      | Call of the Wild                      | Andrew Morton                    | Aflevering: "Foxfire"                                       |
| 2000–2001 | Beggars and Choosers                  | Matt Paladin                     | Gastrol; 2 afleveringen                                     |
| 2001      | Big Sound                             | Bobby Talisman                   | Gastrol; 2 afleveringen                                     |
| 2001      | Return to Cabin by the Lake           | J.C. Reddick                     | Televisiefilm                                               |
| 2002      | Jeremiah                              | Steen                            | Aflevering: "The Touch"                                     |
| 2002      | Breaking News                         | Keith                            | Aflevering: "Rachel Glass and the No Good, Very Bad Day"    |
| 2003      | Andromeda                             | Fleet Marshall William Atatürk   | Gastrol; 2 afleveringen                                     |
| 2003      | Word of Honor                         | Mr. Picard                       | Televisiefilm                                               |
| 2004      | Century City                          | Ricky                            | Aflevering: "Pilot"                                         |
| 2004      | Perfect Romance                       | Rick Meadows                     | Televisiefilm                                               |
| 2004–2005 | Cold Squad                            | Paul Deeds                       | Terugkeerde rol                                             |
| 2005      | Selling Innocence                     | Malcolm Lowe                     | Televisiefilm                                               |
| 2006      | Godiva's                              | Sam                              | Terugkeerde rol                                             |
| 2006      | The Dead Zone                         | Nathan Carter                    | Aflevering: "Vortex"                                        |
| 2007      | Superstorm                            | Lance Resnick                    | Miniserie                                                   |
| 2007      | CSI: Miami                            | Stan Keeler                      | Aflevering: "Man Down"                                      |
| 2007      | CSI: Crime Scene Investigation        | Jerome Kessler                   | Aflevering: "The Good, the Bad and the Dominatrix"          |
| 2007      | 24                                    | CTU Agent Johnson                | Aflevering: "Day 6: 8:00 p.m.–9:00 p.m."                    |
| 2007      | NCIS                                  | Metro Detective Marshall Collins | Aflevering: "Lost & Found"                                  |
| 2008      | The Mentalist                         | Jeremy Hale                      | Aflevering: "Seeing Red"                                    |
| 2008      | Odysseus: Voyage to the Underworld    | Perimedes                        | Televisiefilm; originele titel Odysseus & the Isle of Mists |
| 2008      | The Lost Treasure of the Grand Canyon | Marco Langford                   | Televisiefilm                                               |
| 2009–2011 | Fringe                                | CIA Agent Edwards                | Gastrol; 2 afleveringen                                     |
| 2010      | NCIS: Los Angeles                     | Dallas                           | Gastrol; 2 afleveringen                                     |
| 2010      | Smallville                            | Dr. Bernard Chisholm             | Aflevering: "Conspiracy"                                    |
| 2010      | Cold Case                             | Matt Doherty                     | Aflevering: "Shattered"                                     |
| 2011–2015 | Suits                                 | Samuel Tull                      | Gastrol; 2 afleveringen                                     |
| 2011–2012 | The Secret Circle                     | Isaac                            | Terugkeerde rol                                             |
| 2011      | Flashpoint                            | Dan Lefebvre                     | Aflevering: "Wild Card"                                     |
| 2011–2017 | Teen Wolf                             | Chris Argent                     | Terugkeerde rol (seizoen 1–5); hoofdrol (seizoen 6)         |
| 2012–2013 | Revenge                               | Kenny Ryan                       | Terugkeerde rol                                             |
| 2014      | Grand Theft Auto: Give Me Liberty     | Detective Atkinson               | Televisiefilm                                               |
| 2015      | UnREAL                                | Bill DeYoung                     | Gastrol                                                     |
| 2015      | Arrow                                 | Jeremy Tell / Double Down        | Aflevering: "Restoration"                                   |
| 2015      | The Preacher's Sin                    | Evan Tanning                     | Televisiefilm; ook bekend als A Husband's Confession        |
| 2015      | Satisfaction                          | Barry                            | Gastrol                                                     |
| 2016      | Outcast                               | Luke Masters                     | Aflevering: "All Alone Now"                                 |
| 2016      | Prototype                             | Ethan Kale                       | Television film                                             |
| 2016      | Beat Bugs                             | De man                           | Aflevering: "Why Don't We Do It on the Road"; stemrol       |
| 2016      | Her Dark Past                         | Peter                            | Televisiefilm                                               |
| 2017      | Somewhere Between                     | Tom Price                        | Hoofdrol                                                    |
| 2018      | Falling Water                         | Thomas Dolan                     | Terugkeerde rol                                             |
| 2019–2020 | The 100                               | Russell Lightbourne VII          | Terugkeerde rol (seizoen 6)                                 |
| 2019–2020 | The 100                               | Malachi / Sheidheda              | Hoofdrol (seizoen 7)                                        |
| 2021      | Mayans M.C.                           | Isaac                            | Terugkeerde rol                                             |

## Prijzen en nominaties
| Jaar | Prijs                               | Categorie                                | Werk                    | Uitslag     |
| ---- | ----------------------------------- | ---------------------------------------- | ----------------------- | ----------- |
| 2004 | Leo Award                           | Beste mannelijke bijrol in een dramafilm | On the Corner           | Genomineerd |
| 2004 | Vancouver Film Critics Circle Award | Beste mannelijke bijrol - Canadese film  | On the Corner           | Gewonnen    |
| 2006 | Leo Award                           | Beste mannelijke bijrol in een dramafilm | Everything's Gone Green | Genomineerd |
| 2006 | Vancouver Film Critics Circle Award | Beste mannelijke bijrol - Canadese film  | Everything's Gone Green | Gewonnen    |